# Чжу Агень
Чжу Агень (кит. 朱阿根; псевдоним Чжу Чжиюань кит. 朱志远; род. 1904 — ум. не ранее 1935) — партийный и государственный деятель Китая. Член группы 28 большевиков. Выпускник Коммунистического университета трудящихся Китая.

## Биография
Чжу Агень в октябре 1927 года покинул Шанхай и приехал в Советский Союз. В Москве поступил в Коммунистический университет трудящихся Китая имени Сунь Ятсена. В годы учёбы стал членом группы «28 большевиков».
По окончании учёбы уехал на родину. С июня 1930 года работал в Ассоциации Шанхайской работников, потом Чжу был назначен секретарем комитета партийной организации провинции Цзяннань. На этом посту работал с января по июнь 1931 года и с июня по ноябрь 1933 года. С февраля 1931 года по июнь 1931 года работал также в ЦК КПК провинции Худун.
В январе 1934 года был делегатом Пятого пленума Шестого Центрального Комитета Коммунистической партии Китая. Второй Национальный советский конгресс избрал Чжу Ци членом Центрального исполнительного комитета КПК.